# Opernhaus Halle

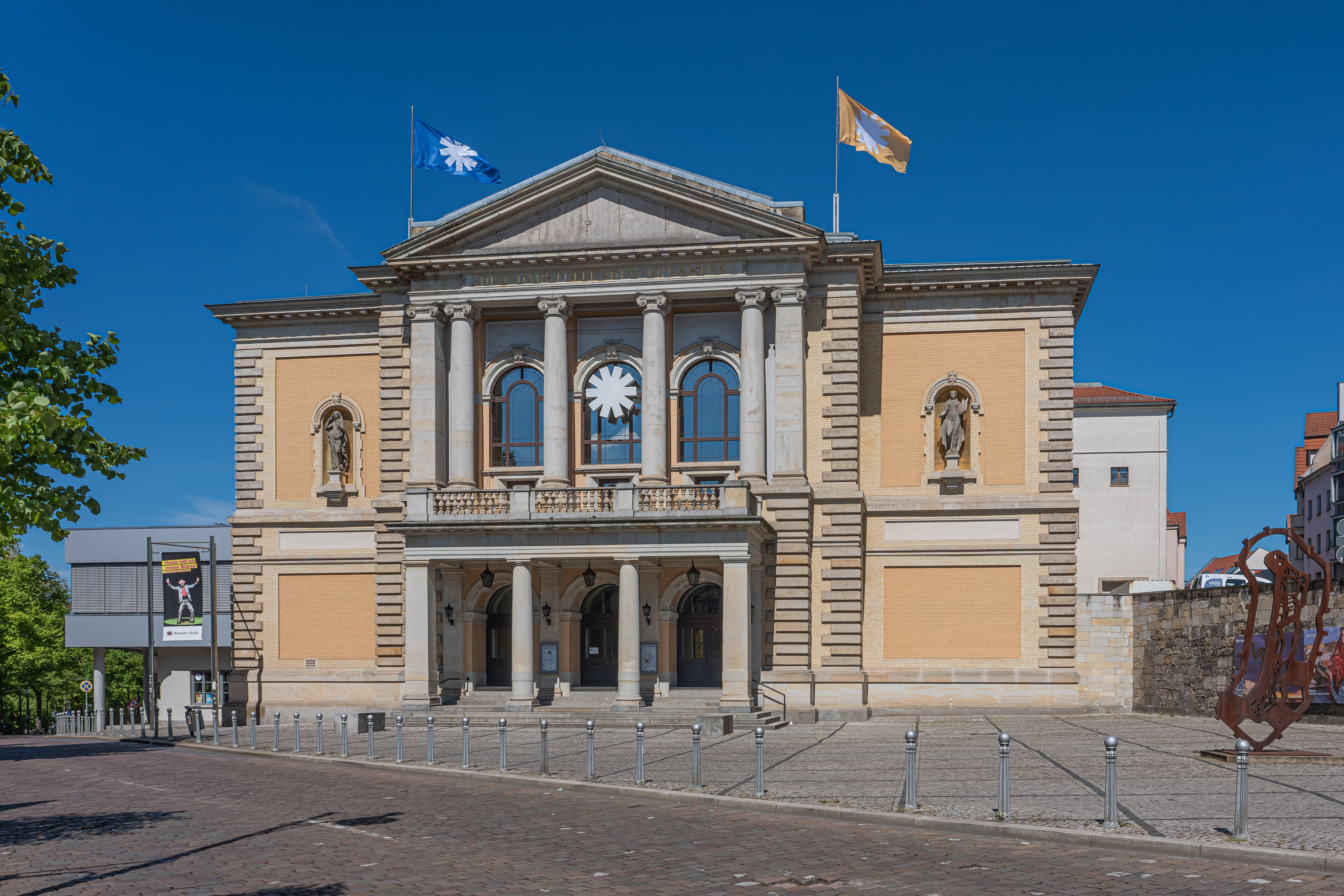
Opernhaus Halle (2024)

Das Opernhaus Halle ist eines von drei Opernhäusern in Sachsen-Anhalt und der kulturhistorisch bedeutendste Theaterbau in Halle (Saale). Es beherbergt die Oper Halle und das Ballett Rossa. Langjähriger Klangkörper war das Orchester des Opernhauses Halle. Seit der Orchesterfusion 2006 wird das Opernhaus von der Staatskapelle Halle bespielt.

## Geschichte des Opernhauses
Das Stadttheater in Halle (Saale) wurde in den Jahren 1884 bis 1886 nach einem Entwurf des Berliner Architekten Heinrich Seeling und des Ingenieurs Stumpf errichtet, der aus einem 1883 durchgeführten Architektenwettbewerb hervorgegangen war. Damals galt das Stadttheater neben der Budapester Oper als das technisch modernste Theater Europas. Am 9. Oktober 1886 wurde das Haus mit Friedrich Schillers Wallensteins Lager und Die Piccolomini eröffnet.

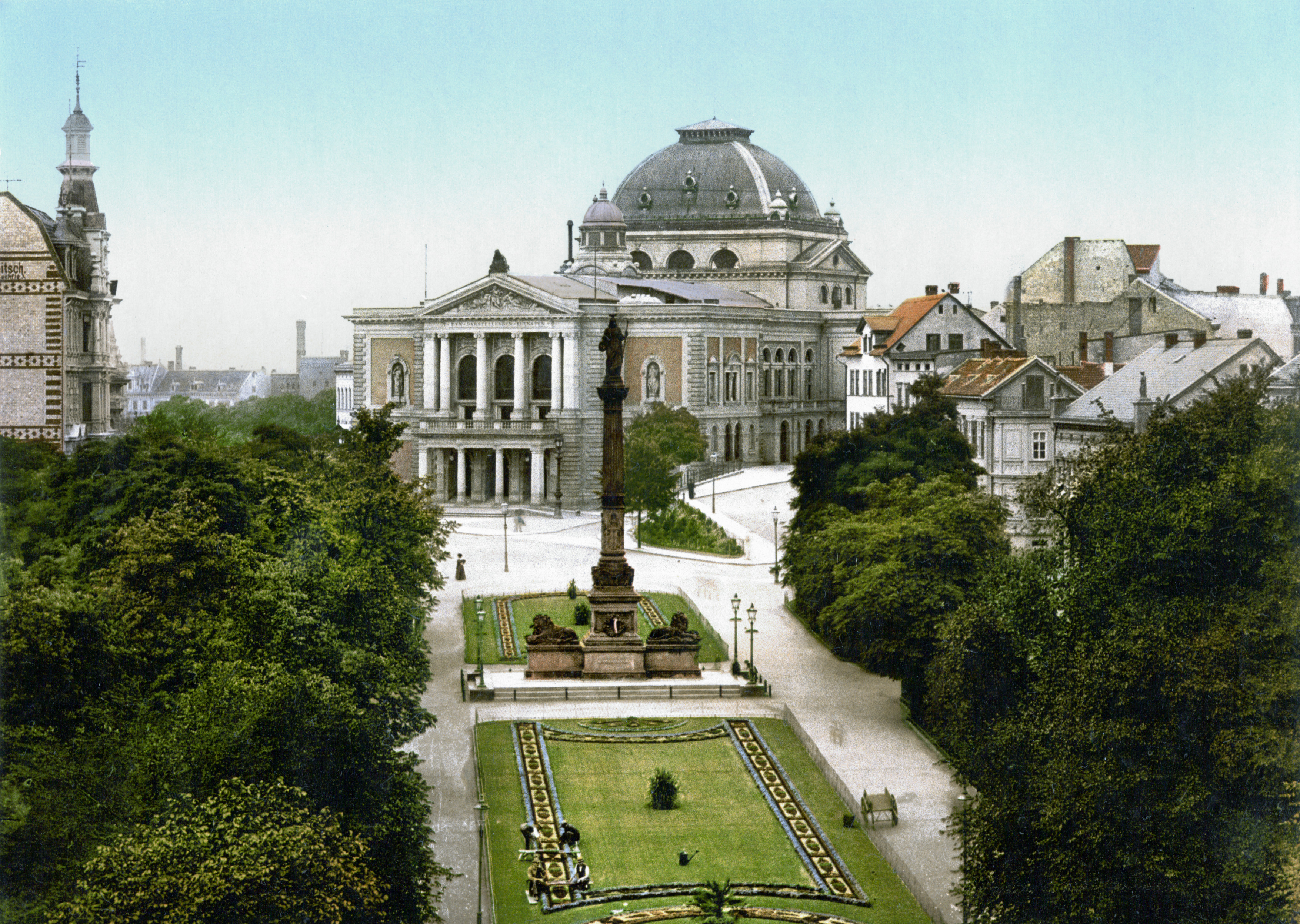
Das Theater um 1900 mit der imposanten Kuppel über dem Bühnenhaus, davor die Alte Promenade

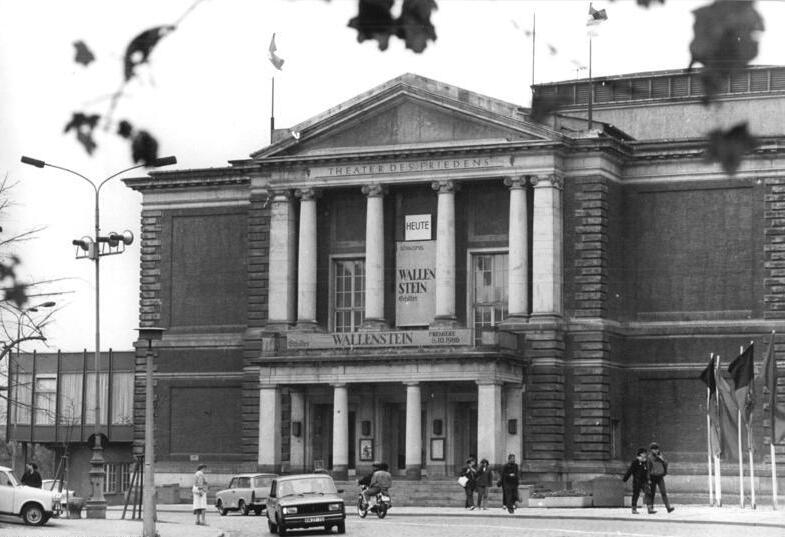
Theater des Friedens (1986)

Das Gebäude wurde am 31. März 1945 bei einem Bombenangriff durch Sprengbomben stark beschädigt, insbesondere das Bühnenhaus. Der Wiederaufbau erfolgte unter Leitung von Kurt Hemmerling. Das wiederaufgebaute Gebäude wurde einfach verputzt. Auf die Rundbogenfenster im Obergeschoss der modernisierten Eingangsfront wurde verzichtet, stattdessen wurden rechteckige Fenstertüren eingebaut. Die Dreiecksgiebel verloren den plastischen Schmuck und den Giebelaufsatz. Der Zuschauerraum wurde weitgehend verändert. Das Bühnenhaus wurde neu gebaut, unter Verzicht auf die frühere Kubatur, die frühere Fassade und die Kuppel. Als das nahezu komplett erneuerte Theater 1951 mit der Oper Fidelio wieder eingeweiht wurde, trug es als Staatstheater des Bezirks Halle im Land Sachsen-Anhalt als Mehrspartentheater den Namen „Landestheater Halle“.
Nach weiteren, umfassenden Modernisierungsmaßnahmen erhielt das Haus seine erneute musikalische Weihe am Abend des 24. April 1968 mit einem Sinfoniekonzert anlässlich des 65. Geburtstag des Generalmusikdirektors und Chefdirigenten Horst-Tanu Margraf. Bis 1992 hieß das Gebäude nun „Theater des Friedens“.
Aus diesem Haus ging am 1. Januar 1992 das Opernhaus Halle hervor, im einzigen ausschließlich für Oper bestimmten Theaterbau in Sachsen-Anhalt. Nach und nach wurde das Gebäude saniert und rekonstruiert. Die Schaufassade (Süd) wurde um das Jahr 2000 nach bauzeitlichem Befund wiederhergestellt, die Ostfassade zeigt seit 2011 wieder ihr ursprüngliches Aussehen. In den nächsten Jahren ist auch eine Rekonstruktion der Westfassade mit Terrasse vorgesehen, später eine möglichst stilgerechte neue Kuppel – falls die Finanzierung gesichert wird.
Insgesamt verfügt das Opernhaus Halle heute über 672 Sitzplätze, die sich über Parkett, 1. und 2. Rang verteilen, und auch behindertengerecht erreichbar sind.
Das Ensemble bespielt auch das Goethe-Theater in Bad Lauchstädt.

## Oper Halle als Teil der TOOH
Das Opernhaus Halle, zu dem auch das Ballett gehört, wurde nach einem Beschluss des Stadtrates im November 2008 mit der Staatskapelle, dem neuen theater, dem Thalia Theater (Kinder- und Jugendtheater) und dem Puppentheater Halle unter der Dachorganisation Theater, Oper und Orchester GmbH Halle (TOOH) zusammengeschlossen, um langfristig Kosten zu sparen. Diese Organisationsstruktur, die „die Autonomie der Kunst dem betriebswirtschaftlichen Aspekt unterordnete“, ist von Anfang an heftig kritisiert worden. Geschäftsführer der TOOH war von 2016 bis 2020 Stefan Rosinski. Er war aufgrund von Differenzen zur künstlerischen Leitung zunehmend umstritten; am 11. April 2019 scheiterte ein Antrag auf vorzeitige Beurlaubung im Aufsichtsrat der TOOH nur knapp. Per Beschluss des Aufsichtsrates der TOOH am 18. Februar 2020 sollte seine Stelle nicht über den 31. Juli 2021 hinaus verlängert werden. Im Juni 2020 wurde Rosinski mit sofortiger Wirkung freigestellt, neue Geschäftsführerin wurde Uta van den Broek.
Klaus Dörr übernahm die Geschäftsführung Anfang Juli 2025.

## Künstlerische Leitung

### Theaterdirektoren und Intendanten
- 1886–1889: Heinrich Jantsch, Benno Koebke
- 1889–1895: Julius Rudolph
- 1895–1897: Hans Julius Rahn
- 1897–1915: Max Richards
- 1915–1922: Leopold Sachse
- 1922–1945: Willy Dietrich
- 1945–1947: Karl Kendzia
- 1947–1948: Hans Albert Schewe
- 1948–1952: Karl Kendzia
- 1952–1954: Kurt Jung-Alsen
- 1954–1958: Fritz Diez
- 1958–1963: Herbert Krauß
- 1963–1966: Arno Wolf
- 1966–1972: Gerhard Wolfram
- 1972–1976: Ulf Reiher
- 1977–1979: Günter Schröder
- 1979–1987: Ulf Keyn
- 1988: Manfred Müller-Kuhl (kommissarisch)
- 1988–1991: Peter Förster
- 1991–2006: Klaus Froboese
- 2006–2008: Klaus Froboese, Joel Revelle
- 2008–2009: Joel Revelle
- 2009–2016: Axel Köhler
- 2016–2020: Florian Lutz
- seit 2021: Walter Sutcliffe

### Aktuell
Die Oper Halle bietet alle Sparten und Gattungen des Musiktheaters. Von der Saison 2011/2012 bis Sommer 2016 wurde sie künstlerisch von Axel Köhler geleitet.
Seit der Saison 2016/2017 hatten Florian Lutz als Intendant und Michael von zur Mühlen als Chefdramaturg die künstlerische Leitung inne. Veit Güssow, der als stellvertretender Intendant das Leitungsteam vervollständigte, erklärte im Mai 2019 „aufgrund der anhaltenden Konflikte mit der Geschäftsleitung“ seinen Rücktritt. Nach einer öffentlichen Personaldebatte und der Nichtverlängerung seines Vertrags 2019 verließ Intendant Florian Lutz die Oper Halle Ende Juli 2020. Bereits im Januar 2020 bestimmte der Aufsichtsrat den Briten Walter Sutcliffe zum neuen Intendanten ab 2021.
Ballettdirektor war seit 1998 Ralf Rossa; am 1. April 2019 ging er in den Ruhestand. Die künstlerische und organisatorische Leitung des Balletts liegt deshalb kommissarisch seither bei Michal Sedláček. Er wurde 2022 zum neuen Ballettdirektor ernannt.
Generalmusikdirektorin war seit Beginn der Spielzeit 2019/2020 die französische Dirigentin Ariane Matiakh. Der laufende Vertrag wurde auf Matiakhs Wunsch mit Wirkung zum 31. Januar 2020 gelöst. Seit der Spielzeit 2022/23 ist Fabrice Bollon Generalmusikdirektor der Bühnen Halle.

## Wahrnehmung in der Öffentlichkeit
Mit den jährlichen Neuproduktionen von Opern Georg Friedrich Händels, des bedeutendsten Sohnes der Stadt, im Rahmen der Händel-Festspiele setzt die Oper Halle schon länger international Maßstäbe.
Seit der Übernahme der künstlerischen Leitung durch Florian Lutz, Veit Güssow und Michael von zur Mühlen erfreut sich die Oper Halle zunehmend auch überregionaler Aufmerksamkeit.
Christine Lemke-Matwey nennt in der Zeit die Oper Halle „eines der aufregendsten Musiktheaterhäuser Deutschlands“. Die Aida-Inszenierung Michael von zur Mühlens (Spielzeit 2017–2018) zeige, so Lemke-Matwey, „was Oper im 21. Jahrhundert kann“.

## Wichtige Personen
Unter anderen waren an diesem Haus tätig: GMD Christian Kluttig und der Regisseur Peter Konwitschny in den 1980er-Jahren.
Große Sänger waren in Halle auch vertreten wie u. a. Anny Schlemm, Jutta Vulpius, Irmgard Arnold, Philine Fischer, Margarete Herzberg, Werner Enders, Franz Stumpf, Wolfgang Sommer, Hellmuth Kaphahn, Günther Leib.

## Preise und Auszeichnungen
Bühnenbildner Rudolf Heinrich, Regisseur Heinz Rückert, Dirigent Horst-Tanu Margraf und die Dramaturgin Waldtraut Lewin waren in den 1950er-Jahren u. a. mit den Händel-Opern Ezio, Radamisto, Deidamia, Poro und Rinaldo maßgeblich beteiligt an den Händelfestspielen Halle. Dafür bekam das Team den Halleschen Händelpreis.
Dem Bühnenbildner Sebastian Hannak wurde für die Raumbühne „Heterotopia“ im Jahr 2017 der Theaterpreis Der Faust verliehen.  Im April 2019 erhielt die Oper Halle den Theaterpreis des Bundes.
Für das 2021 uraufgeführte Musiktheaterwerk Im Stein erhielten Sara Glojnarić (Komposition), Clemens Meyer (Text) und Michael von zur Mühlen (Inszenierung) eine Nominierung für den Deutschen Theaterpreis Der Faust 2022 in der Kategorie „Ton und Medien“. Zuvor wurde die Uraufführung bereits im Jahrbuch der Zeitschrift Opernwelt als „wichtiger Stream der Saison“ ausgezeichnet.
Die Oper Halle und die Regisseurin Katharina Kastening wurden 2022 für die Inszenierung der Oper Manru und ihr politisch-interdisziplinäres Rahmenprogramm mit dem Perspektivpreis des Deutschen Theaterpreises Der Faust ausgezeichnet.

## Ehrenmitglieder des Ensembles
- Gertrud Bergmann
- Klaus Peter Rauen
- Anny Schlemm